# Maria Orska
Maria Orska, oppure Maria Daisy Orska, pseudonimo di Rachel Blindermann (Mykolaïv, 16 marzo 1893 – Vienna, 16 maggio 1930), è stata un'attrice tedesca, nata in Ucraina e di origine ebraica.

## Biografia

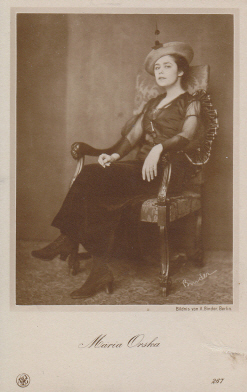
Maria Orska, prima del 1930

Maria Orska nacque il 16 marzo 1893 a Mykolaïv nell'Impero russo.
Parlava correntemente tedesco, francese, italiano, russo e polacco.
Orska sposò un importante banchiere ebreo di Berlino, il 12 novembre 1920, il barone Hans von Bleichröder (figlio di Gerson von Bleichröder) e prese il nome di Baronessa von Bleichröder, ma divorziarono nel 1925.
Le sue fotografie sono apparse su copertine di riviste, le cartoline con i suoi ritratti sono state distribuite in tutto il continente.
L'attrice Maria Orska si formò artisticamente studiando recitazione al Konservatorium di Vienna nel 1909, poi con Ferdinand Gregori a San Pietroburgo nel 1910 e debuttò sul palcoscenico in Germania all'Hoftheater di Mannheim. Seguirono gli impegni teatrali ad Amburgo dal 1911 e infine a Berlino dal 1915 con Max Reinhardt,affermandosi nell'interpretazione di personaggi di grande sensualità.
Iniziò la sua carriera cinematografica nella metà degli anni dieci e lavorò fino al 1917 quasi esclusivamente per il regista Max Mack.
Come attrice cinematografica si mise in evidenza per Dämon und Mensch (1915), Die Sektwette (1916) e Adamants letztes Rennen (1916).
Apparve solo in alcuni altri film negli anni venti.
Maria Orska ebbe una grande popolarità nell'Europa centrale degli anni venti. Le sue esibizioni teatrali all'Hebbel-Theater nel distretto di Kreuzberg furono molto apprezzate dal pubblico berlinese contemporaneo.
Era famosa come attrice teatrale per le sue parti nelle rappresentazioni di August Strindberg, Frank Wedekind e Luigi Pirandello.
A volte è stata accreditata in film e materiale pubblicitario come Maria Daisy Orska.
Maria Orska si suicidò 16 maggio 1930 a Vienna, all'età di trentasette anni, con un'overdose di Veronal, a causa di problemi e difficoltà.
Il suo fratello più giovane, Edwin Orska, aviatore della Russian Empire Air Force, sopravvisse alla rivoluzione bolscevica e visse a Berlino fino al 1937. Si sposò in Ecuador nell'America meridionale nel 1938. Morì a Quito nel 1966 all'età di settantuno anni.
La sorella di Maria Orska, Gabryela marchesa di Serra Mantschedda, sposata con un aristocratico italiano, si suicidò nel 1926.
Oskar Kokoschka disegnò nel 1922, un suo famoso ritratto, ora conservato come una litografia in collezioni di diversi musei.

## Filmografia
- Dämon und Mensch, regia di Richard Oswald (1915)
- Das Geständnis der grünen Maske, regia di Max Mack (1916);
- Das tanzende Herz, regia di Max Mack (1916);

- Die schwarze Loo, regia di Max Mack e Louis Neher (1917);
- Die letzte Stunde, regia di Dmitrij Buchoveckij (1921);
- Fridericus Rex, regia di Arzén von Cserépy (1922);
- Opfer der Leidenschaft, regia di Paul Czinner (1922).